# 麻洋镇
麻洋镇，是中华人民共和国湖北省天门市下辖的一个乡镇级行政单位。

## 行政区划
麻洋镇下辖以下地区：
麻洋社区、全胜村、鹿角岭村、全红村、新河村、沙河村、突飞村、五爱村、伏岭村、勤俭村、东潭村、鹤江村、方湾村、查李村、麻洋村、谢月村、徐庙村、九湾村、合力村、马庙村、何口村、梁塔村、曾菱村、五朝村、丁阳村、白桥村、七屋村、邱湾村、十屋村、四屋村、张桥村、徐脑村、茅湖村、郭湖村和边湖村。

## 传说
“麻洋”原称“麻洋潭”，依汉江而建镇。而“麻洋潭”又是由“马跃潭”的谐音而来，所以时至今日小镇的主干道还是冠名“马跃路”。小镇历史悠久，据正史记载，在秦朝时期即有人居住。小镇的中心地带原来是一个宽阔而幽深的水潭。“马跃潭”的得名却有一个非常传奇的传说。却说三国早期，刘、关、张、赵在火烧新野后为躲避曹军被迫逃窜，刘备为大部老百姓追随而行动缓慢，只好派关羽先行以到江夏搬救兵。关羽顺汉江而下，不料在半路遭曹操的追兵赶上，一番冲突，只有 关羽单刀匹马得脱。拍马望江夏而急驰，行至马跃潭边，烈日当空，人困马乏，关羽见水宽潭深，一时无可奈何，回望追兵已无踪迹，遂下马，竖了单刀，卸下盔甲，在潭边暂歇。时潭边有本地土民农耕，见有红脸长须持大刀者在畔，上前问讯，知是关羽，感其忠义，遂献酒食，并牵马饮水饲草。关羽手持酒杯，百感交集，仰天暗祝：倘天不绝关羽，便使我骑马提刀跃过潭去。酒饱饭足之后，谢过土民，披挂提刀上马。马亦似有灵性，长嘶不止。关羽骑马长驱一箭之地，提马飞身一跃，只见一道红光闪过，人马俱已到潭水对岸，只把这边的土民看得呆了。后人称其神勇，遂称此潭为“马跃潭”。而当年关羽卸甲立刀之处，至今仍名为“卸甲月”，亦是由此而来。如今居住在麻洋的马氏是当地有名的韦、马、梁三大姓之一。但是是元朝时期由江西迁来。与马跃潭同一个马字，也算一个巧合，因此麻洋也算是马氏的一个福地。